# Callichromatini
Tribu
Les Callichromatini sont une tribu d'insectes de la famille des Cerambycidae et de la sous-famille des Cerambycinae.

## Dénomination
Cette tribu a été décrite par l'entomologiste français Émile Blanchard, en 1845, sous le nom de Callichromatini.

### Synonymie
- Callichromatinae (Bates, 1870)
- Callichromides (Blanchard) par Lacordaire, 1869
- Callichromina (Blanchard) par Plavilstshikov, 1934
- Callichrominae (Pascoe, 1869)
- Callichrominen (Schmidt, 1924)
- Callichromitae (Thomson, 1865)
- Callichromites (Blanchard) par Thomson, 1860
- Callichromini (Blanchard) (mauvaise orthographe)

## Taxinomie
Liste des genres 
- Agaleptoides (Lepesme, 1956)
- Agaleptus (Gahan, 1904)
- Amblyontium (Bates, 1879)
- Anexamita (Schmidt, 1922)
- Anisoceraea (Schmidt, 1922)
- Anubis (Thomson, 1864)
- Aphrodisium (Thomson, 1864)
- Aromia (Audinet-Serville, 1833)
- Aromiella (Podaný, 1971)
- Asmedia (Pascoe, 1866)

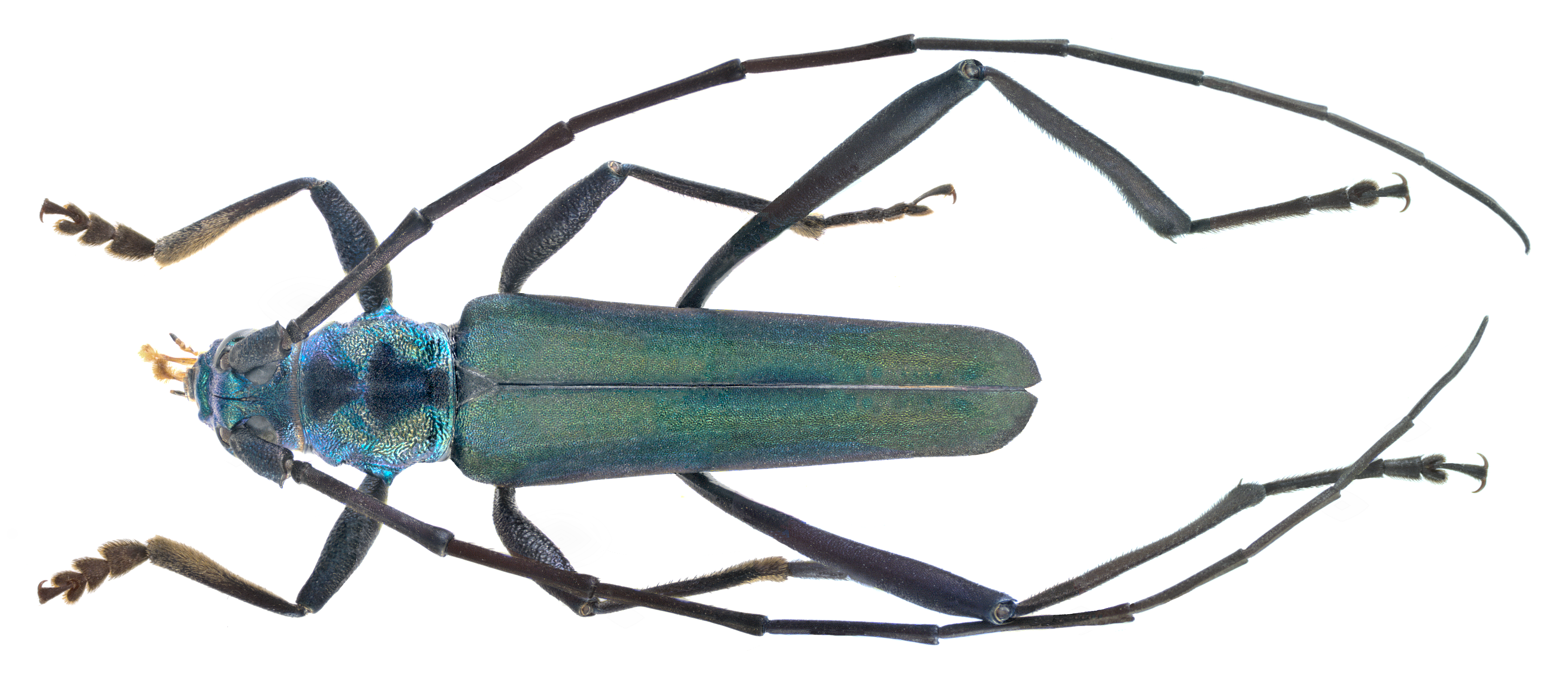
Chloridolum grossepunctatum, Parc national de Tam Dao, Vietnam

- Borneochroma (Vives, Bentanachs & Chew Kea Foo, 2008)
- Bradycnemis (C. Waterhouse, 1877)
- Callichroma (Latreille, 1816)
- Callixanthospila (Adlbauer, 2000)
- Cataphrodisium (Aurivillius, 1907)
- Cephalizus (Schmidt, 1922)
- Chelidonium (Thomson, 1864)
- Chloridolum (Thomson, 1864)
- Chromacilla (Schmidt, 1922
- Chromalizus (Schmidt, 1922)
- Clavomela (Adlbauer, 2000)
- Cloniophorus (Quedenfeldt, 1882)
- Closteromerus (Thomson, 1860)
- Cnemidochroma (Schmidt, 1924)
- Colobizus (Schmidt, 1922)
- Compsomera (White, 1855)
- Conamblys (Schmidt, 1922)
- Cotychroma (Martins & Napp, 2005)
- Crassichroma (Vives, Bentanachs & Chw Kea Foo, 2009)
- Ctenomaeus (Schmidt, 1922)
- Dictator (Thomson, 1878)
- Dolichaspis (Gahan, 1890)
- Dubianella (Morati & Huet, 2004)
- Embrikstrandia (Plavilstshikov, 1931)
- Eugoides (Schmidt, 1922)
- Eulitopus (Bates, 1879)
- Euporus (Audinet-Serville, 1834)
- Evgoa (Fåhraeus, 1872)
- Eximia (Jordan, 1894)
- Exoparyphus (Schmidt, 1922)
- Gauresthes (Bates, 1889)
- Gestriana (Podaný, 1971
- Gracilichroma (Vives, Bentanachs & Chew Kea Foo, 2008)
- Griphapex (Jordan, 1894)
- Guitelia (Oberthür, 1911)
- Hadromastix (Schmidt, 1922)
- Helymaeus (Thomson, 1864)
- Hexamitodera (Heller, 1896)
- Hoplomeces (Aurivillius, 1916)
- Hospes (Jordan, 1894)
- Huedepohliana (Heffern, 2002)
- Hybunca (Schmidt, 1922)
- Hylomela (Gahan, 1904)
- Hypargyra (Gahan, 1890)
- Hypatium (Thomson, 1864)
- Hypocrites (Fåhraeus, 1872)
- Ipothalia (Pascoe, 1867)
- Jonthodes (Audinet-Serville, 1834)
- Jonthodina (Achard, 1911)
- Leptosiella (Morati & Huet, 2004)
- Linsleychroma (Giesbert, 1998)
- Litopus (Audinet-Serville, 1834)
- Macrosaspis (Adlbauer, 2009)
- Mattania (Fairmaire, 1894)
- Mecosaspis (Thomson, 1864)
- Metallichroma (Aurivillius, 1903)
- Micromaeus (Schmidt, 1922)
- Mionochroma (Schmidt, 1924)
- Monnechroma (Napp & Martins, 2005)
- Namibomeces (Adlbauer, 2001)
- Neorygocera (Hedicke, 1923)
- Niisatochroma (Vives & Bentanachs, 2010)
- Niraeus (Newman, 1840)
- Oligosmerus (Kolbe, 1894)
- Osphranteria (Redtenbacher, 1850)
- Otaromia (Aurivillius, 1910)
- Oxyprosopus (Thomson, 1864)
- Pachyteria (Audinet-Serville, 1833)
- Paracolobizus (Juhel, 2010)
- Paraguitelia (Quentin & Villiers, 1971)
- Paramombasius (Fuchs, 1966)
- Parandrocephalus (Heller, 1916)
- Pelidnopelidon (Schmidt, 1922)
- Phasganocnema (Schmidt, 1922)
- Philematium (Thomson, 1864)
- Philomeces (Kolbe, 1893)
- Phrosyne (Murray, 1870)
- Phyllocnema (Thomson, 1860)
- Phyllomaeus (Schmidt, 1922)
- Plinthocoelium (Schmidt, 1924)
- Podanychroma (Vives, Bentanachs & Chew Kea Foo, 2006)
- Polyzonus (Laporte de Castelnau, 1840)
- Promeces (Audinet-Serville, 1834)
- Promecidus (Fåhraeus, 1872)
- Psephania (Morati & Huet, 2004)
- Pseudochelidonium (Vives, Bentanachs & Chew Kea Foo, 2006)
- Psilacestes (Schmidt, 1922)
- Psilomastix (Schmidt, 1922)
- Quettania (Schwarzer, 1931)
- Rhadinomaeus (Schmidt, 1922)
- Rhopalizarius (Schmidt, 1922)
- Rhopalizida (Jordan, 1894)
- Rhopalizodes (Schmidt, 1922)
- Rhopalizus (Thomson, 1864)
- Rhopalomeces (Schmidt, 1922)
- Scalenus (Gistel, 1848)
- Schmidtiana (Podany, 1971)
- Schwarzerium (Matshshita, 1933)
- Sphingacestes (Schmidt, 1922)
- Stenochroma (Vives, Bentanachs & Chew Kea Foo, 2009)
- Sumatrochroma (Vives, Bentanachs & Chew Kea Foo, 2006)
- Synaptola (Bates, 1879)
- Tarsotropidus (Schmidt, 1922)
- Thompsoniana (Podaný, 1971)
- Tomentaromia (Plavilstshikov, 1934)
- Turkaromia (Danilevsky, 1993)
- Utopileus (Schmidt, 1922)
- Vittatocrites (Adlbauer, 2002)
- Xanthospila (Fairmaire, 1884)
- Xystochroma (Schmidt, 1924)
- Zonopterus (Hope, 1843)

### Articles liés
- Cerambycinae
- Liste des Cerambycinae de Guyane